# 皮脂腺囊肿
皮脂腺囊肿（英語：sebaceous cyst）是一历史错误名词，目前泛指两类医学病名：表皮樣囊腫、毛髮囊腫，这两类囊肿不但都不源自皮脂腺，其囊肿内容物也不是皮脂，而是角蛋白。因此精确来说，这两种囊肿都不是真正意义上的“皮脂腺”囊肿。由于它们的临床表现相似不易分辨，均被泛称为“粉瘤”。
真正源自皮脂腺的疾病称作皮脂腺囊瘤（steatocystoma），多为常染色体显性遗传，电镜下检查证实囊壁由角质形成细胞组成，囊壁内有皮脂腺小叶，结构为囊性结节。一般不需治疗，囊壁未切除者，常见复发。多发者稱为「多發性皮脂囊瘤」，单发者为「單一性皮脂囊瘤」，后者较为少见。
曾有医学专家建议避免「皮脂腺囊肿」这个名词，因为有误导性。然而在现实中，这个名词依旧被用于代指表皮樣囊腫或者毛囊囊腫。